# 669
669 (DCLXIX) je bilo navadno leto, ki se je po julijanskem koledarju začelo na ponedeljek.

## Dogodki
- 1. januar

## Rojstva
Neznan datum
- Gregor II., papež († 731)
- Justinijan II., bizantinski cesar († 711)